# Hash House Harriers
El grup Hash House Harriers (abreujat com HHH i a vegades com H3) és una agrupació internacional de clubs socials que fa reunions per a córrer en curses no competitives. Un esdeveniment organitzat per aquesta mena de clubs és conegut com a Hash o Hash Run.
El grup es va originar el desembre de 1938 a Selayang Quarry, Selangor, aleshores Estats Malais Federats (ara Malàisia), quan un grup d'oficials colonials britànics i expatriats van començar a reunir-se les nits dels dilluns per córrer, seguint el model tradicional britànic “paper chase”, o "llebre i gossos", per lliurar-se dels excessos del cap de setmana anterior. Els membres originaris eren Albert Stephen (A.S.) Ignatius "G" Gispert, Cecil Lee, Frederick "Horse" Thomson, Ronald "Torch" Bennett i John Woodrow. A. S. Gispert va suggerir el nom "Hash House Harriers" per l'Annex del Selangor Club, on alguns dels hashers originals vivien i sopaven, conegut com a "Hash House".

## Hashes internacionals
Existeixen diversos esdeveniments internacionals en els quals els hashers de diferents grups s'ajunten per córrer i socialitzar, però el més famós és el Interhash bianual, en el qual es reuneixen hashers de tot el món. Per exemple, l'Interhash 2006 —Chiang Mai, va oferir carreres en Tailàndia, Birmània, Laos, Vietnam, Cambodja i el sud-oest de la Xina.
- 1978 Hong Kong
- 1980 Kuala Lumpur, Malàisia
- 1982 Jakarta, Indonèsia
- 1984 Sydney, Austràlia
- 1986 Pattaya, Tailàndia
- 1988 Bali, Indonèsia
- 1990 Manila, Filipines
- 1992 Phuket, Tailàndia
- 1994 Rotorua, Nova Zelanda
- 1996 Limassol, Xipre
- 1998 Kuala Lumpur, Malàisia
- 2000 Tasmània, Austràlia
- 2002 Goa, Índia
- 2004 Cardiff, Gal·les
- 2006 Chiang Mai, Tailàndia
- 2008 Perth, Austràlia
- 2010 Kuching, Borneo

## Història del hash als Països Catalans
El fundador més conegut, Albert Stephen Ignacious Gispert, va néixer a Anglaterra de família catalana de Barcelona. Hi ha grups a Barcelona, Andorra i Perpinyà.